# Judziki (Olecko)
Judziki (deutsch Judzicken, 1929 bis 1945 Wiesenhöhe) ist ein Dorf in der polnischen Woiwodschaft Ermland-Masuren, der zur Stadt-und-Land-Gemeinde Olecko (Marggrabowa, umgangssprachlich auch Oletzko, 1928 bis 1945 Treuburg) im Powiat Olecki (Kreis Oletzko, 1933 bis 1945 Kreis Treuburg) gehört.

## Geographische Lage
Judziki liegt am Flüsschen Lega im Osten der Woiwodschaft Ermland-Masuren, neun Kilometer nördlich der Kreisstadt Olecko.

## Geschichte
Das seinerzeit Juczigken, vor 1785 Judzyken, nach 1818 Judzycken und bis 1929 Judzicken genannte Dorf wurde im Jahre 1561 gegründet. Zwischen 1874 und 1945 war es in den Amtsbezirk Bialla  (polnisch Biała Olecka) eingegliedert, der – 1903 in „Amtsbezirk Billstein“ umbenannt – zum Kreis Oletzko (1933 bis 1945: Kreis Treuburg) im Regierungsbezirk Gumbinnen der preußischen Provinz Ostpreußen gehörte.
Mit dem Ortsteil Adlig Neufelde (polnisch Bialskie Pole) zählte Judzicken im Jahre 1910 insgesamt 331 Einwohner.
Aufgrund der Bestimmungen des Versailler Vertrags stimmte die Bevölkerung im Abstimmungsgebiet Allenstein, zu dem Judzicken gehörte, am 11. Juli 1920 über die weitere staatliche Zugehörigkeit zu Ostpreußen (und damit zu Deutschland) oder den Anschluss an Polen ab. In Judzicken stimmten 245 Einwohner für den Verbleib bei Ostpreußen, auf Polen entfiel keine Stimme.
Am 30. September 1928 erlebte Judzicken – das Dorf wurde am 15. Juli 1929 in „Wiesenhöhe“  umbenannt – eine wesentliche Erweiterung, als nämlich die beiden Gutsbezirke Billstein (Biała Olecka) und Lehnarten (Lenarty) eingemeindet wurden. Die Einwohnerzahl stieg dementsprechend bis 1933 auf 733 und belief sich 1939 bereits auf 782.
Im Jahre 1945 kam das Dorf in Kriegsfolge mit dem gesamten südlichen Ostpreußen zu Polen und erhielt die polnische Namensform „Judziki“. Heute ist es Sitz eines Schulzenamtes (polnisch sołectwo) und somit eine Ortschaft im Verbund der Stadt-und-Land-Gemeinde Olecko (Mareggrabowa, 1928 bis 1945 Treuburg) im Powiat Olecki (Kreis Oletzko, 1933 bis 1945 Kreis Treuburg), bis 1998 der Woiwodschaft Suwałki, seither der Woiwodschaft Ermland-Masuren 
zugehörig.

## Religionen

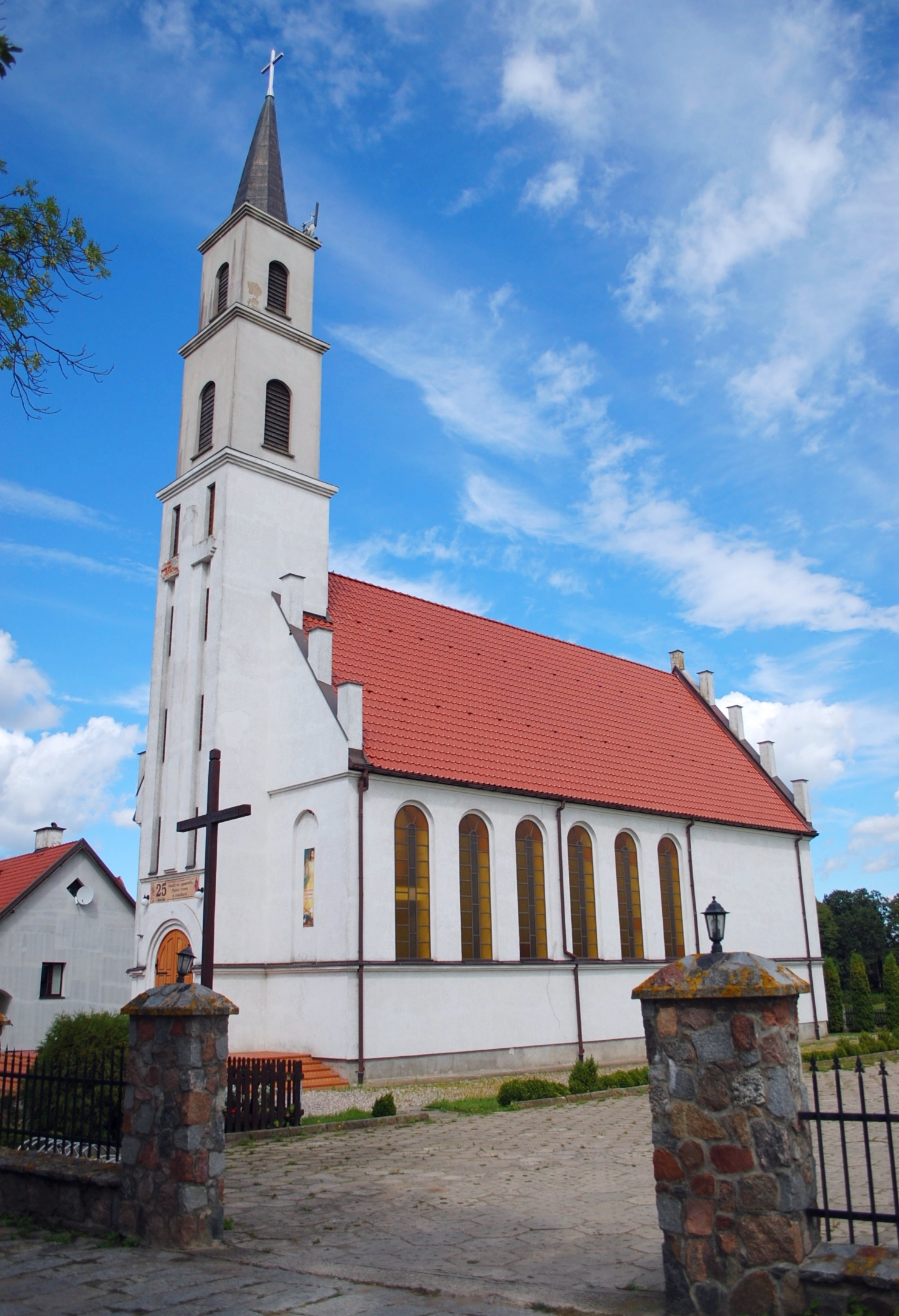
Peter-und-Paul-Kirche in Judziki

Bis 1945 war Judzicken resp. Wiesenhöhe in die evangelische Pfarrei Mierunsken (Merunen)/Eichhorn, Pfarrsprengel Mierunsken, in der Kirchenprovinz Ostpreußen der Kirche der Altpreußischen Union sowie in die katholische Pfarrkirche Marggrabowa (Treuburg) im Bistum Ermland eingepfarrt.
Katholischerseits ist das heutige Judziki Sitz einer eigenen Pfarrei geworden. Die neu errichtete Pfarrkirche trägt den Namen Kościół Św. Apostołów Piotra i Pawła (Peter-und-Paul-Kirche). Sie gehört zum Dekanatsbezirk Olecko im Bistum Ełk (deutsch Lyck) der Römisch-katholischen Kirche in Polen. In Judziki lebende evangelische Kirchenglieder orientieren sich zur Pfarrei Suwałki mit der Filialkirche Gołdap in der Diözese Masuren der Evangelisch-Augsburgischen Kirche in Polen.

## Verkehr
Judziki liegt an einer Nebenstraße, die Mieruniszki (Mierunsken, 1938 bis 1945 Merunen) an der Woiwodschaftsstraße DW 652 (einstige deutsche Reichsstraße 137) mit Sedranki (Seedranken) an der Landesstraße DK 65 (Reichsstraße 132) und der Woiwodschaftsstraße DW 653 (1939 bis 1944 Reichsstraße 127) verbindet.
Eine Bahnanbindung besteht für Judziki nicht mehr. Bis 1945 war Judzicken / Wiesenhöhe Bahnstation an der Bahnstrecke Marggrabowa-Garbassen (polnisch Olecko–Garbas Drugi) der Oletzkoer (Treuburger) Kleinbahnen, die in Kriegsfolge nicht mehr in Betrieb gestellt worden war.